# محاصة نسائية
المحاصة النسائية أو حِصَّةُ النِّسَاءِ في نظام المُحَاصَّة تعني تخصيص نسبة، أو عدد محدد من مقاعد الهيئات المنتخبة مثل: البرلمانات والمجالس البلدية للنساء وذلك لضمان إيصال المرأة إلى مواقع التشريع وصناعة القرار. يمثل نظام المُحاصَّة (quota) أحد الحلول المؤقتة، التي تلجأ إليها الدول والمجتمعات لتعزيز مشاركة المرأة في الحياة العامة.
اقترح نظام تخصيص حصص للنساء خلال المؤتمر العالمي الرابع للمرأة، في بكين عام 1995، كآلية يمكن استخدامها كحل مرحلي لمشكلة ضعف مشاركة النساء في الحياة السياسية وعُزُوفِهِنَّ عن المشاركة في مراكز صنع القرار، وللحد من الإقصاء وعدم تمثيلهن أو ضعف هذا التمثيل.

## المناصفة
المناصفة والتناصف نظام معتمد في برلمان تونس. ويستعمل أيضا في بريطانيا نظامالمناصفة حسب المناطق (zipping).

## التطبيق
تطبيق هذا النظام يتطلب إلزام الأحزاب السياسية بتخصيص مقاعد لوجود النساء في مستوياتها التنظيمية كافة. فهناك عدد محدد من المقاعد في مجلس النواب يتم شغلهن من قبل النساء، بحيث لا يجوز أن يقل عدد هذه المقاعد عن النسبة المقررة قانوناً، أي هناك حصة نسائية محددة لابد من شغلها من قبل النساء.